# 峨嵋马先蒿铺散亚种
峨嵋马先蒿铺散亚种（学名：Pedicularis omiiana sp. diffusa）为玄参科马先蒿属下的一个亚种。

## 扩展阅读
- 維基物種上的相關：峨嵋马先蒿铺散亚种